# 野々村正成
野々村 正成（ののむら まさなり）は、戦国時代から安土桃山時代にかけての武将。織田信長の側近。黒母衣衆。通称は三十郎で、野々村三十郎の称でも知られる。野々村雅春の兄。
同一族に野々村三十郎幸政という同じく三十郎で主水正（主水助）を称した人物がいるが、別人である。

## 略歴
美濃国の出身で、初め斎藤龍興に仕え、永禄4年（1561年）5月の軽海の戦いでは、信長配下の織田信益を討ち取ったという。美濃斎藤氏滅亡後は信長に仕え、馬廻とされた。黒母衣衆にも追加で選ばれている。
元亀元年（1570年）、8月に野田・福島の戦いに従軍。9月14日に本願寺門徒と交戦した。翌年5月の長島攻めにも従軍し、使番として退却命令を伝えた。
天正3年（1575年）3月の長篠の戦いでは、前田利家、佐々成政、福富秀勝と共に鉄砲隊を指揮した。天正6年（1578年）11月の摂津有岡城攻め（有岡城の戦い）にも参加し、中川清秀の投降を信長に仲介した。その後は茨木城の輪番を務めた。
天正9年（1581年）4月、長谷川秀一と共に信長から知行を宛がわれている。
天正10年（1582年）2月には紀伊方面に派遣され、土橋攻めの検使を務め、更に顕如や根来寺、粉河寺へ信長の朱印状を伝達している。
同年5月27日、信長の上洛に従って京に滞在。6月2日の本能寺の変では二条新御所に駆け込んで織田信忠と共に討死した。ただし『三河物語』では防戦に加われずに追腹をしたとある。『野々村氏略系図』に享年48とあるが、谷口克広は信頼できないとしている。